# Masaaki Mori
Masaaki Mori, född 12 juli 1961 i Nagasaki prefektur, Japan, är en japansk tidigare fotbollsspelare.